# Decatur (Georgia)
Decatur település az Amerikai Egyesült Államok Georgia államában, DeKalb megyében, melynek megyeszékhelye is. Lakosainak száma 24 928 fő (2020. április 1.).

## Népesség
A település népességének változása:
| Lakosok száma | 19 335 | 19 853 | 24 928 |
|               | 2010   | 2012   | 2020   |